# 82 Piscium
82 Piscium (g Piscium) é uma estrela na direção da Pisces. Possui uma ascensão reta de 01h 11m 06.77s e uma declinação de +31° 25′ 29.2″. Sua magnitude aparente é igual a 5.15. Considerando sua distância de 560 anos-luz em relação à Terra, sua magnitude absoluta é igual a −1.03. Pertence à classe espectral F0V.